# Bankole Adekuoroye
Bankole Olawale Adekuoroye (Akure, 16 febbraio 1996) è un calciatore nigeriano, centrocampista del Nové Zámky.

## Carriera
Il 27 gennaio 2018 viene acquistato a titolo definitivo dalla squadra slovacca dello Sereď.